# الصالحية (الأفلاج)
مركز الصالحية هو مركزٌ إداري تابعٌ لمحافظة الأفلاج في منطقة الرياض ، ويصنف من فئة (ب) ورمزه 1299.